# Louis Baumann
John Louis William Baumann (Ladybrand, Estado Libre de Orange, 15 de enero de 1873-San Ramón,  Santiago del Estero, Argentina, 14 de febrero de 1934), también conocido como Lewis Baumann, fue un pionero patagónico, conocido por ser uno de los líderes de la colonización bóer en Argentina al finalizar la segunda guerra Anglo-bóer. La zona de Cañadón Baumann, al norte de Comodoro Rivadavia, lleva su nombre.

## Orígenes
Nació en Ladybrand, un pequeño pueblo agrícola ubicado en la actual provincia del Estado Libre. Era hijo de Agnes Amelia Mason y Ove George Frederick Baumann, ambos nativos de Ciudad del Cabo. Su padre se desempeñaba como químico y boticario, habiendo realizado sus estudios en el South African College. Su abuela paterna, Johanna Ermina de Moldrup, pertenecía a la nobleza danesa. Era descendiente del Asesor de Cámara Peder Nielsen Mollerup y prima del Gobernador General de las indias occidentales danesas Peter von Scholten y de la condesa Luisa Sofía de Danneskiold-Samsøe, abuela de la emperatriz alemana Augusta Victoria.

## Guerra en Sudáfrica y la situación en Argentina
El 1 de octubre de 1899, 10 días antes del inicio de la guerra, Baumann se ofreció como voluntario y atestiguo con el rango de burgher en el distrito de Korannaberg, Ladybrand. Durante la guerra prestó servicio en los comandos del general Christiaan de Wet, al igual que varios sudafricanos que emigraron a Argentina.
La guerra de los bóeres fue un momento propicio para incrementar los contactos entre Argentina y el sur de África. Argentina aprovechó la situación bélica para vender caballos y mulas al ejército británico, además de ganado y cereales. En 1901 Argentina ocupó el tercer lugar en la lista de los países a los que Sudáfrica les compraba, después de Estados Unidos y Alemania.
En Buenos Aires, la población estaba interesada por el tema y no era indiferente a la confrontación. Por ejemplo, la popular revista “Caras y Caretas” publicaba informes de varias páginas sobre el desarrollo de las acciones bélicas en todas sus ediciones semanales, la escritora Victoria Ocampo realizó un artículo en defensa de los bóeres y hasta el mismo Presidente de la Nación comisionó a su ministro de relaciones exteriores, en un viaje a Londres para discutir los términos de la mediación de un arbitraje de límites con Chile en esa ciudad, para que se le enviaran informes telegráficos diarios sobre la guerra.

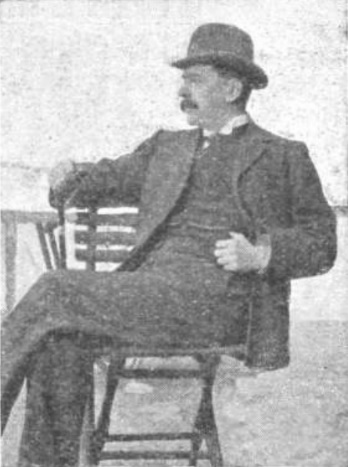
Enrique Storni, cónsul en Ciudad del Cabo.

Si bien el país encontraba que la guerra en el sur de África le traía beneficios al crear una demanda para los productos agropecuarios, especialmente para las tropas británicas, las publicaciones porteñas de la época muestran una clara simpatía con la causa Bóer. En el popular seminario antes citado, un sentimiento de solidaridad surgía por el orgullo demostrado por esas “pequeñas repúblicas” que con decisión y  coraje se enfrentaban a la principal potencia de la época. Los argentinos podrían compararse con ellos, ya que ambos eran “criollos”, descendientes de europeos nacidos en otras tierras (americanas en un caso, africanas en el otro) con identidades propias diferentes de las de sus antepasados. 
Cuando la guerra empezó a inclinarse por el bando inglés, algunos altos funcionarios argentinos pensaron en invitar y promover la llegada de familias bóeres en condición de colonos, en el marco del fomento general de inmigración “blanca”.
Además de la tarea de difusión de la política inmigratoria argentina desarrollada por el cónsul en Ciudad del Cabo, Enrique Storni, fueron comisionados por su ofrecimiento personal los señores Enrique N. Green (h) y E. Vergara Biedma para hacer propaganda en Sudáfrica a favor de la inmigración a Argentina y de los intereses comerciales nacionales.
Los delegados argentinos en Sudáfrica buscaron interesados en migrar a través de contactos personales y con avisos en la prensa de diferentes ciudades.

## Establecimiento de la Colonia Bóer
Enterado de las condiciones abiertas de las políticas de inmigración de la República Argentina, Baumann decide visitar el país en 1901 junto al militar italiano Camillo Ricchiardi, quien era marido de Hannah Guttman, nieta del presidente Paul Kruger, además de ser famoso por la captura del joven Winston Churchill que ejercía como corresponsal de guerra en Sudáfrica.
Al llegar a Buenos Aires compró un caballo, una capa española, un revólver y contrató a un guía. Los idiomas de Baumann no incluían el español, por lo que al principio tuvo que hacer señas. Él y el guía se embarcaron en un vapor costero rumbo a la Patagonia y los llevaron a tierra en una playa solitaria. Allí recorrieron y exploraron una zona desértica y casi inexplorada por varios días,  comiendo carne de guanaco y bebiendo yerba mate. En Comodoro Rivadavia fueron recibidos por don Francisco Pietrobelli que siguió las instrucciones del director de Tierras y Colonias para que no se limitasen a ver la costa sino que viesen las zonas río Mayo, los Chalias y el Guenguel, ya que parecía que por la costa se habían terminado los campos desocupados.
De regreso en Buenos Aires y luego de varias entrevistas en la Dirección de Tierras y Colonias, y de reuniones con el entonces ministro de Agricultura Dr. Wenceslao Escalante y con el presidente de la Nación, Julio Argentino Roca, lograron negociar bajo los términos de la Ley de Hogar de 1884, el establecimiento de la Colonia Escalante (nombrada posteriormente así en honor del anterior ministro) en Chubut. Pero luego de visitar personalmente el lugar, decidieron renegociar los términos de extensión de las tierras por familia debido a la gran pobreza de recursos naturales observada. Así, el 28 de abril de 1902, de las 625 hectáreas que la Ley de Colonización de 1876 considera suficientes para la entrega a cada colono, se autorizó por decreto del entonces Presidente de la Nación la concesión de 2500 hectáreas por familia a los colonos bóeres, designándose una superficie inicial para el establecimiento de la Colonia Escalante de 60 leguas cuadradas. De regreso en Sudáfrica mantuvieron una entrevista con el presidente Paul Kruger donde le explicaron la propuesta Argentina, además de comenzar una intensa campaña por lograr la adhesión de potenciales emigrantes hacia el Chubut mediante publicaciones en diarios locales de Bloemfontein, Burgersdorp y Philipstown,  en especial la acción de Ricchiardi cuyas descripciones del territorio distan mucho de la realidad , como lo comprobaría el primer grupo de bóeres... “la similitud en el clima, la beneficiosa locación geográfica, la riqueza en aguas y vegetación hacen al sitio perfecto para la cría de animales. Pronto una línea de ferrocarriles se completará, además no hay enfermedades que afecten el ganado que se reproduce de un 100 a un 125 por ciento anualmente....”. En el mismo texto reconoce que el viento sopla fuertemente durante algunas épocas del año, pero que es el sitio ideal en el que puede surgir “en pocos años una Colonia modelo.”
En abril de 1902 partió desde Ciudad del Cabo con destino Buenos Aires el buque argentino ARA Pampa con el primer grupo de familias bóeres para instalarse en la Patagonia. Entre los pasajeros, además de Baumann y Ricchiardi, se encontraban los señores John Coulter, Levingston, N de Marrilac, Callie Verwey, Cornelius Dirk -médico-, Johannes Palm, Eliot Calvert, Willhelm Vogelpootje, Rudolph Krieger -médico-, Harrington Fillmore, Joseph Weber, George De Jager, Margarita Palmer. Contaban aproximadamente con un grupo de dieciocho personas, además de dos sirvientes negros. En Buenos Aires, el 20 de mayo de 1902, a las 2:15PM, zarpo el transporte de la armada argentina ARA 1 de mayo con destino a Comodoro Rivadavia, llegando a dicha ciudad el 4 de junio de 1902, haciendo escala previamente en el puerto de Camarones, donde Baumann realizó la compra de un plantel de vacas y caballos.
El comandante del Primero de Mayo envió un telegrama al Ministro de Agricultura de la Nación expresando:

Las primeras familias boers, al desembarcar del transporte de mi mando y pisar la tierra prometida para fundar la gran colonia que ellos desean que lleve su nombre, me piden lo salude y le manifieste que durante su vida recordarán con cariño su nombre, y le prometen que con trabajo y labor harán de este rico suelo una nueva Santa Fe.
Teniente de Navío Tiburcio Alado

Los primeros trabajos realizados al llegar al sur fue la apertura de los caminos para facilitar el tránsito de los carros, desde el puerto hasta los campos.

### Lord Alfred Milner
Mientras tanto, en Sudáfrica, el gobernador Vizconde Alfred Milner mantenía una serie de correspondencia con el Alto Comisionado Británico Sir Hamilton-Gold Adams en la que se debatían sobre si interferir y poner fin al proceso migratorio. Milner era consciente de las actividades llevadas a cabo por Baumann. Tenía espías británicos siguiéndolo a todas partes. El 20 de octubre de 1902, Milner declaró en su carta que ha tomado conciencia de que el presidente de Argentina firmó un decreto en virtud del cual se concederán subvenciones a los colonos sudafricanos recomendados por Baumann y Ricchiardi. En una siguiente correspondencia expresa que duda de que muchos sudafricanos emigren para Argentina y que, por lo tanto, el gobierno británico no tendría intención de frenar dicha actividad. Lo que es interesante es que Milner fue mantenido al día por Sir Walter Hely-Hutchinson sobre las personas que abandonaban Ciudad del Cabo.
En los círculos oficiales de Londres no fue bien recibido el apoyo brindado a los bóeres por parte de Argentina, inclusive el general Louis Botha, en la entrevista que mantuvieron con el diputado Enrique Pérez, expresó su incertidumbre por el asentamiento de sus congéneres en las tierras patagónicas. Consideraba que el lugar no concordaba con el carácter y hábito de ellos ya que estaban acostumbrados a que los negros realizaran las tareas más pesadas y aquí escaseaba la mano de obra.

### Cañadón Baumann - Voortrekkersrust

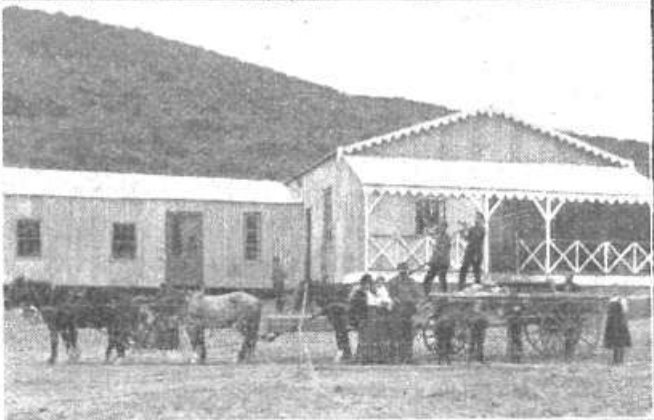
Estancia Voortrekkersrust en 1909.

Al momento de establecerse, Louis planteó su reclamo para estar cerca de Comodoro Rivadavia, tal vez para estar cerca de las comisiones; o porque en ese momento no se habían despejado los caminos; o tal vez por instigación de su familia. Se estableció en el lote Nro. 24 de la Colonia Escalante. Allí construyó una casa cómoda, dispuesta en un amplio jardín y la llamó “Voortrekkersrust”. Don Conrado Visser registra su visita a la República Argentina en  noviembre de 1902 y nos da una descripción de la estancia:

Después de un viaje próspero y agradable a lo largo de la costa, siempre manteniendo tierra a la vista, llegamos Comodoro Rivadavia, donde aterrizamos y fuimos recibidos por el señor Louis Baumann, que ha estado en la República Argentina durante un año. Luego fuimos a su granja, donde tiene una casa muy cómoda que consta de seis habitaciones, un pasaje y un porche. La casa es de zinc, forrada con madera, y cuesta alrededor de trescientas libras y fue construida por uno de los carpinteros de Baumann. Nos quedamos allí antes de partir en dirección oeste, hacia la frontera del país, donde algunas de las grandes montañas están cubiertas de nieve todo el año. Esta región se llama Provincia de Chubut.

En Sudáfrica, Visser estaba ganando emigrantes y preparándose para una partida de primavera. Cuando llegó el segundo viaje (octubre de 1903), desembarcaron con todo su material de construcción, equipo, herramientas y carros traídos por Visser desde Sudáfrica y una gran cantidad de animales. Louis sirvió de intérprete para negociar con un tal Mariano Rodríguez un carro y mulas para transportar a la mayoría de las familias hasta Cañadón Baumann (conocido actualmente con ese nombre). Aquí se levantaron carpas antes de trasladarse finalmente a sus nuevas ubicaciones. Los Baumann tuvieron la amabilidad de llevar a Lennie van Wyk a su casa, donde nació Pieter van Wyk el 3 de noviembre de 1903.
Muchos pioneros descansaron aquí en su camino a sus granjas. En noviembre de 1905 el diario “La Prensa” señalaba que había construido una casa por un valor de $5000 m/n; dos corrales de ramas y alambres, un potrero alambrado de 1250 metros de circunferencia y una quinta alambrada con verduras y árboles por un valor de $800 m/n. Los primeros productos de la colonia, como el trigo, la avena, la alfalfa, esta última introducida por Baumann en la región, procedieron de esta estancia. Además de la agricultura y ganadería, Baumann se desempeñó como Comisionado de la Colonia Escalante y como Vocal de la Comisión Auxiliar de Inmigración de Comodoro Rivadavia.

### Proyecto original y diferencias con Ricchiardi
En una carta redactada por Baumann y dirigida al Ministro de Agricultura Wenceslao Escalante está presente la propuesta original de la colonia. A este proyecto lo denomino “Proyecto de colonización en Colonia Sarmiento”. En dicha nota comienza agradeciendo a Escalante la ayuda propiciada para visitar Colonia Sarmiento, y destaca que en el bosquejo de la región visitada, que adjunta, ha marcado exactamente la parte del país que se adaptaría a varios de sus compatriotas. Dada la calidad de la tierra y variación de las estaciones, para instalar una colonia exitosa propone cincuenta leguas al oeste de colonia Sarmiento y sesenta leguas a lo largo de la costa. En el bosquejo se observa la delimitación de una amplia zona que va desde el Atlántico hasta el Lago Musters, y desde el norte de Malaspina hasta el sur de Rada Tilly. También agrega que en gran parte de las sesenta leguas sobre la costa son tierras de poco valor para cualquier cosa que se quiera hacer con ellas. En dicha nota llama la atención el análisis pormenorizado que hace de la calidad de la tierra, remarcando que el oeste de la región costera delimitada es de formación volcánica, sin pasto ni agua, por lo que no es apto para nada y el sur es pampa alta, con mucha piedra bajo la superficie, poco pasto y de calidad inferior. 
Calcula que el capital necesario para la instalación sería de diez mil pesos por familia, con los que se podrían adquirir setecientas ovejas, veinte vacas, veinte caballos, las casas, se comprarían herramientas, implementos para buscar agua, etc. Destaca que el crédito no aparece como una necesidad inmediata, sino que vendrá con el tiempo, y reitera que las cincuenta leguas hacia el oeste solo serán para agricultura, vacas y caballos. Louis creyó que un terreno nivelado a orillas de un río que también se pueda utilizar para irrigación, podría hacerse crecer suficiente trigo para abastecer a la parte de la colonia que estará sobre la costa. Afirma que nadie podrá vivir y sostener una familia con menos de una legua, en una tierra en la que los pastos desaparecen varios meses. 
A continuación se refiere a la capacidad de los futuros colonos. Señala que cada miembro de la colonia Bóer es práctico en todas las ramas de la explotación agrícola-ganadera, y que en su mayor parte son, además, comerciantes, carpinteros, herreros. Conocen diversas enfermedades de los animales y que no han hecho otra cosa en su vida que ocuparse de su ganado, su cría, etc. quiere comenzar una colonia de cien familias, constituida cada una por cinco a ocho miembros, lo que haría un total de quinientas a ochocientas almas.
Enfatiza que necesita una pronta respuesta, ya que “pues el tiempo es valioso y vivir en Buenos Aires es caro, cuanto antes esos Boers puedan viajar a Patagonia dejaran de gastar sus ahorros en la gran ciudad." 

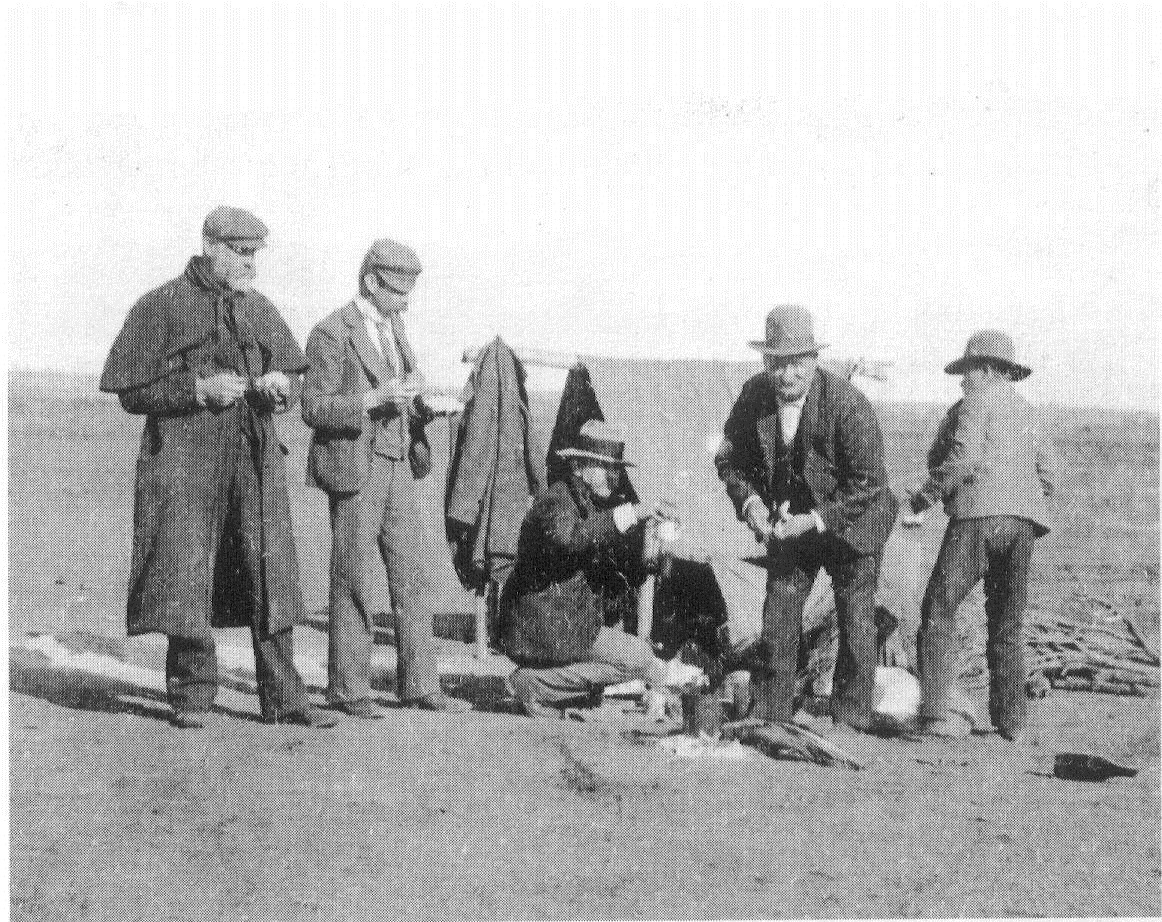
Louis Baumann (el primero de la izquierda) en Los Manantiales.

En una carta del coronel Ricchiardi, y que el mismo definiera como un comentario ampliado de la de Baumann, señala que la parte más apropiada para la radicación inicial será la que va de Mata Linares a Rada Tilly. Allí aumenta el número estimado de componentes de las familias bóeres, en relación con lo de Baumann, al llevarlo a doce y quince personas. Se apoya en la conocida falta de agua en la costa para enfatizar que allí se necesitan terrenos grandes que permitan encontrar agua de sargente o excavar pozos. Destaca Ricchiardi que la colonia está formada por inmigrantes con capital, y que sería bueno que el Comité Bóer pudiera enviar a sus connacionales datos concretos sobre los lugares, el clima, la calidad de los terrenos, rédito excedente previsto, etc. Anuncia luego que en su próximo viaje a Europa visitara las familias bóeres que fueron hechas prisioneras por las autoridades portuguesas y trasladadas a Lisboa. Asegura estar informado que el gobierno portugués no obstaculizará su partida, si media una declaración formal de que no retornaran a África para combatir. 
A más de apoyar el petitorio de Baumann, Ricchiardi insiste en un tema de interés propio: quiere formar parte del Comité que se encargará de los aspectos administrativos, legales, y de radicación de los colonos bóeres. 
Una carta de Baumann, fechada el 18 de abril de 1902, en perfecto español, y dirigida al Ministro de Agricultura, comienza refiriéndose a la entrevista que ha tenido con Escalante el día anterior y declara que omitió mencionar que tiene en su poder los nombres de las sesenta familias para las sesenta leguas sobre la costa, las que afirma, “Como Vuestra Excelencia lo comprenderá, proceden del Estado Libre de Orange, siendo su servidor comisionado expresamente por estas familias en la República Argentina”. En dicha nota solicita que se promulgue un decreto especificando que dichas tierras son para familias del Estado Libre de Orange y añade que "si su Excelencia lo halla conveniente, yo podría suministrar a ese Ministerio un informe de la llegada de cada familia a fin de que aprovechen lo que tienen derecho a ello”. Y firma Louis Baumann, Delegado Bóer del Estado Libre de Orange.
Esta última nota parece sugerir ciertos desencuentros. Una entrevista de Baumann con Escalante sin Ricchiardi, a diez días de la firma del decreto de concesión, insistencia de aquel para que la colonia se reserve exclusivamente para bóeres de Orange, y, por parte del segundo, la propuesta de integrar el Comité, que Baumann no apoya, y la disposición para traer también colonos del Transvaal, bóeres que se hallaban en Países Bajos e incluso holandeses. 
El pedido inicial de Louis incluía dos sectores complementarios, en la costa y en el interior, a base de argumentos extraídos de una meticulosa observación del terreno. En realidad la concesión otorga a la colonia solamente las sesenta leguas de la costa. Años después se concreta el ensanche Juárez Celman, pero nunca los límites hacia el oeste alcanzaron la línea demarcatoria que se señalaron en su auto-titulado bosquejo.
Esa entrega parcial de tierras, en relación con lo pedido, y en la zona que había sido calificada como más desfavorable, esta seguramente presente en el imaginario inicial de la colonia, que mayormente, aparece recordando la llegada a una región marcadamente hostil, desértica, sin agua, que requirió grandes sacrificios para hacerla medianamente habitable. En relación con esto, uno de los primeros colonos, Francisco José Behr, expresó al llegar a la Patagonia: 

Dios me perdone el haber traído a mi familia a semejante lugar.

En 1924, Francois D. Conradie escribió un artículo para The Farmer's Weekly en Sudáfrica explicando lo que encontraron. Conradie y su familia eran miembros del Trek III, que llegó a la patagonia en diciembre de 1903.

Al hablar con el Sr. Baumann hace algunos años, le pregunté: ¿Qué diablos le hizo elegir este miserable lugar como colonia para nuestra gente? Su respuesta fue rápida y al grano. "Te lo diré. He recorrido una parte considerable del sur argentino y de Buenos Aires, y he visto mejores lugares en muchos aspectos, pero consideré esta parte, como la encontré entonces, mejor adaptada para la cría de ovejas y más apta para nuestra gente". Estoy convencido de que su opinión sobre la cría de ovejas será respaldada por la mayoría, porque aunque las granjas de los alrededores no pueden albergar muchas, con unas lluvias razonables, la cría de ovejas es segura y sin apenas inconvenientes

### Años posteriores
El proceso migratorio desde Sudáfrica hacia Argentina siguió activo durante varios años más, esto se relaciona con la Ley Marcial Británica que fue dictada sobre el territorio de Sudáfrica a fines de 1902, luego de proclamadas las condiciones de rendición en el tratado de Vereeniging. Esta Ley determinaba la acusación de “deslealtad hacia la Corona y promoción de Hostilidades” a quienes no se incluyeran bajo la legislación existente, con el consiguiente castigo a determinar por las cortes. Parecía ser el determinante final para la decisión de miles de bóeres que partieron hacia diferentes latitudes. Recién en 1906 las ex repúblicas de Orange y Transvaal, colonias bajo el dominio británico, fueron declaradas autónomas. Organizados ambos estados, una de las primeras medidas fue convocar a los compatriotas que habían emigrado a retornar a su Patria. A partir de ese momento se detiene la inmigración, sólo pequeños grupos de bóeres llegaron estos años debido a dos motivos: la falta de apoyo de las autoridades argentinas y por el cambio de política asumida por Gran Bretaña, que trató de crear un clima de armonía entre sus habitantes.
En 1910 Se establece la Unión de Sudáfrica, siendo este el punto de inflexión en el proceso migratorio, así numerosas familias establecidas en la Patagonia decidieron regresar a su país de origen. De un total de 800 inmigrantes, 300 volverían entre 1910 y 1920. 
Es importante señalar que la Colonia Escalante en Chubut fue el asentamiento Bóer más grande fuera de Sudáfrica, superando a la colonia en Nuevo México formada por el general Benjamín Johannes Viljoen con la ayuda de Presidente Theodore Roosevelt.

## Matrimonio y descendencia

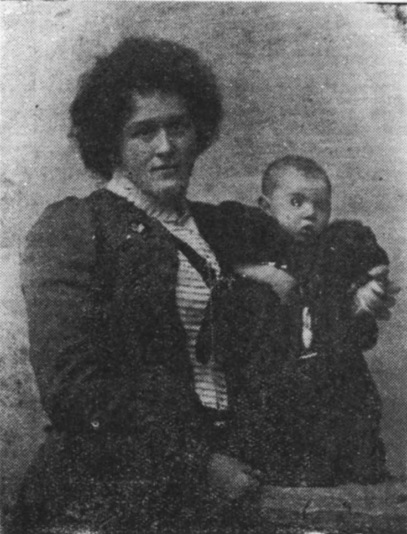
Doña Pauline con su hijo Ove. Fotografía tomada en Sudáfrica antes de partir para la Argentina.

Louis Baumann se casó con la condesa Pauline Elizabeth Marie de Marillac St. Julien el 16 de enero de 1898 en la Iglesia Metodista de Bloemfontein. Tuvieron 4 hijos: Ove William Carl, Moldrup Marie, Pauline Elizabeth y George Frederick. 
Pauline llegó con su marido en el primer contingente y se instalaron en la estancia Voortrekkersrust. Allí nacerían sus últimos tres hijos. Al formarse la Unión Sudafricana en 1910, Pauline decidió regresar a su tierra natal con sus cuatro hijos. Louis prefirió quedarse en Argentina, instalándose posteriormente en Rosario y finalmente en San Ramón, Santiago del Estero. Allí formaría pareja con Estefanía del Jesús Castillo. De esta nueva unión nacieron otros hijos: Luisa, Luis de Wet, María Inés, Juana, Paulina, Pedro Guillermo y Jorge Federico.
En Santiago del Estero Louis se dedicó principalmente a la agricultura y ganadería. En el campo de la medicina demostró conocimientos en veterinaria; algunos establecimientos educativos lo requerían para la vacunación masiva de sus alumnos; atendía los pedidos de los vecinos tanto de la ciudad como del interior de la provincia, especialmente en el caso de heridos, a quienes les practicaba las suturas correspondientes cuando era necesario, preparando él mismo los fármacos que prescribía.

## Aspecto
Se describe a Baumann como un hombre alto y de complexión fuerte, de unos dos metros de altura. Persona de buena posición económica, era un gran agricultor, un hábil artesano, un cuidadoso hombre de negocios, un músico entusiasta e inteligente, capaz de hablar siete idiomas, presumiblemente inglés, neerlandés, francés, alemán, afrikáans, sesoto y español.